# Palpiclavina tonkinensis
Palpiclavina tonkinensis (лат.) — вид термитофильных мелких мух-горбаток рода Palpiclavina из подсемейства Thaumatoxeninae (отряд двукрылые). Юго-Восточная Азия (Таиланд). Ноги серовато-жёлтые. Лоб с одинаковыми длиной и шириной. Скутеллюм имеется. Длина крыльев самцов 1,40—1,73 мм. Комменсалы термитов Macrotermes barneyi Light. Вид был описан в 1947 году итальянским энтомологом профессором Филиппо Сильвестри (Filippo Silvestri; 1873—1949).